# Museo Arqueológico de Éfeso
El Museo Arqueológico de Éfeso (en turco Efes Müzesi) es un museo arqueológico situado en Selçuk, cerca de Esmirna, Turquía. Alberga hallazgos arqueológicos principalmente de la excavación del cercano yacimiento de Éfeso, pero también de otros lugares como la Basílica de San Juan de Éfeso o del Mausoleo de Belevi o piezas etnográficas. 

## Historia
Las piezas halladas en Éfeso entre 1867 y 1905 fueron trasladadas para su exposición en el Museo Británico, mientras que las recuperadas entre 1905 y 1923 se llevaron al Museo Éfeso en Viena. Las leyes turcas fueron modificadas para prohibir que cualquier descubrimiento saliera del país, por lo que en 1929 se creó un depósito de antigüedades en Selçuk que llegaría a ser la base del futuro museo. Con los numerosos hallazgos se hizo necesaria un traslado a un espacio más grande y el museo se inauguró en 1964, para más tarde, realizar una ampliación en 1976. Desde entonces, todas las piezas se han llevado al museo, aunque debido a su capacidad, algunas se exhiben directamente en el yacimiento. Asimismo, se ha realizado un gran esfuerzo para repatriar algunas piezas que estaban fuera del país.
El museo cerró a finales de 2012 y reabrió en noviembre de 2014 tras una gran restauración.

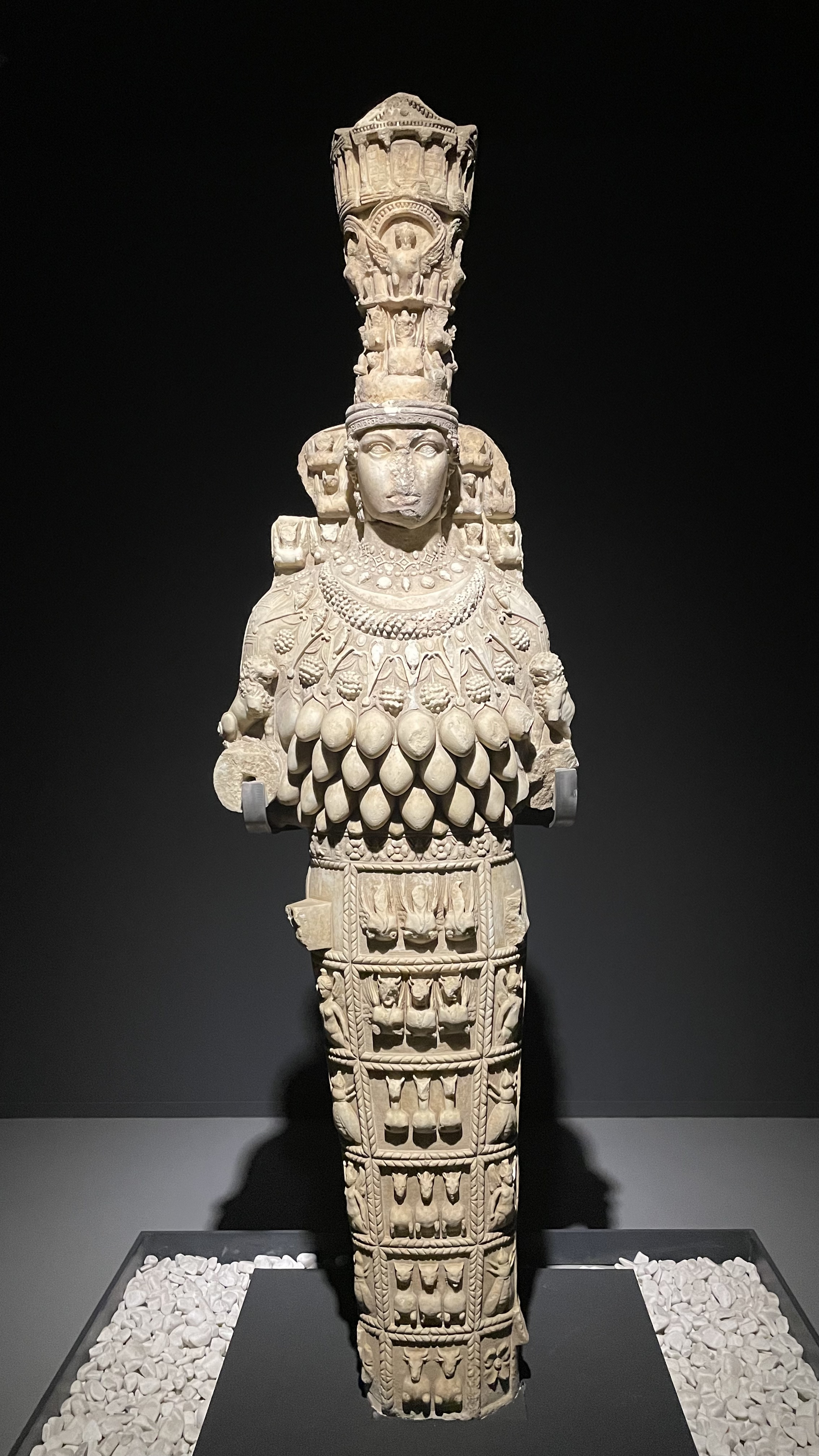
Estatua de la Artemisa de Éfeso.

## Colecciones
Los fondos del museo incluyen cerca de 50.000 objetos que abarcan desde el cuarto milenio antes de Cristo hasta la época moderna, siendo la Antigüedad clásica y el período medieval los mejor representados.
El museo está dividido en dos departamentos, uno dedicado a la arqueología y el otro a la etnografía. La parte etnográfica fue reorganizada en 1995, tras la restauración de un hammán turco (Saadet-Hatun-Hamam) en la parte occidental del museo de Selçuk en 1972.
Una de sus obras más conocida es la estatua de Artemisa recuperada del templo de la diosa en Éfeso.

## Otros museos sobre Éfeso
Entre los museos que también tienen una colección importante de objetos de Éfeso se encuentran el Museo Éfeso en Viena, el Museo Arqueológico de Estambul, el Museo Arqueológico de Esmirna y el Museo Británico en Londres.